# 弗農區域機場
弗農區域機場（英語：Vernon Regional Airport）位於加拿大不列顛哥倫比亞省弗農市。此機場為小型機場，不設邊檢設施，目前只提供前往溫哥華的不定機包機服務航班。
弗農區域機場主要為私人小型飛機提供服務，於每年6月舉辦一次航展。

## 航空公司及航點
- 北鷹航空（溫哥華）

## 外部連結
- 弗農區域機場 （页面存档备份，存于） （英文）